# Benkanhalli, Chincholi
Benkanhalli là một làng thuộc tehsil Chincholi, huyện Gulbarga, bang Karnataka, Ấn Độ.